# Luis Abanto Morales
Luis Abanto Morales (Trujillo, 25 de agosto de 1923-Lima, 14 de junio de 2017) fue un cantautor y músico peruano. Fue reconocido por la Organización de Estados Americanos como patrimonio cultural inmaterial de las Américas.

## Biografía
Nació el 25 de agosto de 1923 en Trujillo, pasó su niñez en Cajabamba, provincia de Cajamarca, sus padres fueron Víctor Abanto Calderón y Rosa Obdulia Morales. Al quedar huérfano de padre, quedó bajo el cuidado de su abuela paterna. Hizo sus primeros estudios en la Escuela 113. A la edad de 13 años se trasladó a Lima. Su actividad artística se inició en 1942, como ganador del concurso "La canción de los Barrios", que organizaba Radio Callao. En la década de 1950, hace famosa en el Perú la canción Mambo de Machaguay. En 1951 se casa con María Ester Colina Bailey de Abanto, con quien tuvo 4 hijos.
Fue compositor de temas criollos que hablan de la vida de las provincias y de la sierra. Tal vez sus temas más emblemáticos sean "Cielo Serrano", "La Pitita", "Quiéreme", el Provinciano y la música de "Cholo soy" (la cual fue la más conocida), entre otros.
Falleció el 14 de junio de 2017 en el Hospital Edgardo Rebagliati a los 93 años de edad y sus restos fueron velados en la sala Paracas, del Ministerio de Cultura del Perú.

## Carrera musical
En 1942, ganó el concurso "La canción de los barrios" organizado por Radio Callao, lo que le dio un importante impulso a su carrera.
A lo largo de su trayectoria, Abanto Morales compuso e interpretó numerosos temas criollos que se convirtieron en clásicos de la música peruana, como "Cholo Soy", "Pampa Mesina", "Marinera Limeña", "La Pitita", "El Vals Chalán" y "El Cóndor Pasa".
Sus canciones, que hablan de la vida cotidiana del pueblo peruano, especialmente del andino, se caracterizan por su ritmo alegre y pegadizo, y por sus letras cargadas de sentimiento y humor.
Abanto Morales también destacó por su virtuosismo como guitarrista.

## Fallecimiento y legado
Luis Abanto Morales falleció en Lima el 14 de junio de 2017, a los 93 años de edad. Su muerte fue una gran pérdida para la música peruana, pero su legado sigue vivo en sus canciones, que continúan siendo interpretadas por artistas de todo el país.

## Premios y reconocimientos
- Premio al alma, corazón y vida el 3 de junio de 1987 por la OEA.[8]

## Discografía
| Título del álbum               | Productora      | Año  | Código       |
| ------------------------------ | --------------- | ---- | ------------ |
| Villancicos universales        | Sono Radio      | 1983 | S.E.-9807    |
| Los súper éxitos de…           | RCA Victor      |      | XRPL1-029    |
| Cholo soy… y no me compadezcas | Odeon del Perú  | 1972 | ELD 02.01.23 |
| Cielo serrano                  | LONDON / IEMPSA |      | ELD-2070     |
|                                |                 |      |              |